# Nazionale femminile di pallacanestro delle Antille Olandesi
La nazionale femminile di pallacanestro delle Antille Olandesi è stata la rappresentativa nazionale cestistica dell'omonimo arcipelago: è stata sciolta nel 2010, a seguito del nuovo assetto amministrativo dell'arcipelago.
Non ha mai raggiunto la qualificazione per alcuna delle principali competizioni internazionali, con la sola eccezione del Campionato centramericano del 1977, in cui si classificò al 7º ed ultimo posto.